# Хитър Петър (филм)
„Хитър Петър“ е български игрален филм (комедия) от 1960 година на режисьора Стефан Сърчаджиев, по сценарий на Петър Незнакомов. Оператор е Бончо Карастоянов. Музиката във филма е композирана от Филип Кутев.
По мотиви от български народни приказки.

## Сюжет
Живял някога по българските земи момък на име Петър. Той бил беден, но сърцето му – весело, а умът – остър като наточена секира. За парче хляб става ратай у поп Ставрос. По Гергьовден на два пъти прави за смях чорбаджията Стамо. Попът и чорбаджията решават да си отмъстят и измислят някакви борчове от времето на дядо му, които с лихвите са станали непосилни за плащане, взимат му къщата и магарето да го оставят без нищо. Петър се сбогува с чорбаджийската дъщеря Росица, която е много добро момиче и пуска магарето по дире му, когато Петър напуска селото и тръгва по широкия свят да търси Правдата. Правдата го отвежда пред портите на един манастир в който Петър желае да работи срещу подслон и храна. Игумен Калистрат го приема, но го предупреждава че в манастира се пости. Един следобед, Петър върви по една отъпкана пътека с магарето си и без да иска чува човешки стенания. Любопитството му го отвежда под прозореца на игумен Калистрат, където Петър поглежда и вижда голям шкаф пълен с наденица, пастърма, суджук, а Игумен Калистрат реже, похапва и стене от кеф. Възмутен от неправдата, Петър наговаря другарите му по работа да му помогнат вечерта да изплашат игумена и да му вземат всичкото месо. Така и става, но когато игумен Калистрат разбира за шегата прогонва не само него, но и всичките му съратници от манастира.
Пътят му го отвежда до хана на гърбавия скъперник Хаджи Костаки в който Петър иска само подслон и храна, но и там се среща с племенницата на ханджията – Калинка, която му отваря портата в дъждовна нощ. „Дали си от Бога паднала или си в градинка никнала“ казва Петър. Двамата се влюбват от пръв поглед, после заедно скрояват една шега на Хаджи Костаки, като му казват, че срещу сто гроша Петър може да викне Ангелите да му изправят гърбицата. Следва низ от неволи за Хитър Петър от които само хитростта му го измъква. И тримата пострадали от Петровата хитрост се събират в къщата на чорбаджи Стамо за да пишат писмо до Хасан Паша и да го молят да намери Хитър Петър и да го обеси. Тогава скъперника Хаджи Костаки казва че Петър го е измамил не със сто жълтици, а с двеста. Чорбаджията, отдавна е обещал Росица за жена на Хаджи Костаки, който е с над 40 години по-стар от нея и ги оженва. Един ден Петър вечеря в един хан, настанил се удобно на едно кюше, когато пристига и остроумния и мъдър старец Настрадин Ходжа. Той харесва мястото на Петър и решава да го измести с лъжа, като поръчва на ханджията две паници фасул една за него и една за магарето му. И лъжата му почти успява, когато Петър учуден, че магаре може да яде фасул става да види това чудо, но когато се връща и вижда, че Ходжата му е седнал на мястото веднага осъзнава шегата и му казва, че за първи път вижда магаре да яде фасул. Настрадин Ходжа учуден отива в обора да види чудото и разбира, че Петър го е надхитрил с неговата собствена шега. Двамата стават приятели и идеално се допълват в борбата им срещу злото.

## Състав

### Актьорски състав
| Роля                                                                                 | Изпълнител                         |
| ------------------------------------------------------------------------------------ | ---------------------------------- |
|                                                                                      | В ролите                           |
| Хитър Петър                                                                          | Рачко Ябанджиев                    |
| Настрадин Ходжа                                                                      | Лео Конфорти                       |
| Хаджи Костаки гърбавия, гюмюшки ханджия                                              | Народен артист Константин Кисимов  |
| Чорбаджи Стамо                                                                       | Димитър Стратев                    |
| Игумена Калистрат игуменът на манастира                                              | Георги Попов                       |
| Калинка, племенница на ханджията хаджи Костаки                                       | Анастасия Бакърджиева              |
| Чорбаджийката Йордана жена на чорбаджи Стамо                                         | Елисавета Рускова                  |
| Росица дъщерята на чорбаджи Стамо и бъдеща жена на хаджи Костаки                     | Румяна Шипковенска                 |
| Поп Ставрос                                                                          | Любен Калинов                      |
| Хасан паша на панаира в Узунджово                                                    | Заслужил артист: Идеал Петров      |
| Ибрахим ага на панаира в Узунджово                                                   | Заслужил артист: Любомир Бобчевски |
| Ахмед бей на панаира в Узунджово                                                     | Иван Стефанов                      |
| Стати, чорбаджийски пратеник                                                         | Петко Карлуковски                  |
| Юзбашията от панаира в Узунджово                                                     | Найчо Петров                       |
| Ахчията готвач на панаира в Узунджово                                                | Стефан Стоянов                     |
| Магаретата                                                                           | Марко и Асан                       |
|                                                                                      | В епизодите                        |
| турчин-разбойник                                                                     | Григор Вачков                      |
| готвач                                                                               | Християн Русинов                   |
| дядо Грузо, съселянинът на хитър Петър, каращ волската каруца за панаира в Узунджово | Стефан Великов                     |
| Цветенце кирията дошла на „изповед“ при игумена Калистрат                            | Милена Стефанова                   |
|                                                                                      | Гани Стайков                       |
|                                                                                      | Димитър Енгьозов                   |
|                                                                                      | Виолета Николова                   |
|                                                                                      | Хари Тороманов                     |
|                                                                                      | Христо Динев                       |
| ратай у хаджи Костаки                                                                | Иван Обретенов (не е в титрите)    |

### Творчески и технически екип
| Режисьор           | проф. Стефан Сърчаджиев                                                             |
| Сценарий           | Петър Незнакомов                                                                    |
| Оператор           | Бончо Карастоянов                                                                   |
| Художник           | Бенчо Обрешков                                                                      |
| Музика             | Народен артист: Филип Кутев                                                         |
| Звукооператор      | Михтен Андреев                                                                      |
| Монтаж             | Борислав Пенев                                                                      |
| Костюми            | Венера Наследникова                                                                 |
| Грим               | Кирил Траянов                                                                       |
| Архитект           | Мария Иванова                                                                       |
| Втори художник     | Любен Тръпков                                                                       |
| Асистент-режисьори | Брайко Попов Венцеслав Динов                                                        |
| Помощник-режисьор  | Милка Сиракова                                                                      |
| Асистент-оператори | Емил Вагенщайн Сава Бояджиев                                                        |
| Комбинирани снимки | Художник: Недю Недев Оператор: Богомил Петков                                       |
| Директор           | Вълчо Драганов                                                                      |
| Музиката изпълнява | Оркестърът при държавния ансамбъл за народни песни и танци Диригент: Живка Клинкова |
| Distributed by     | Национален филмов център Студия за игрални филми „София“ /Copyright © 1960/         |